# Lijst van tot levenslang veroordeelden in België
De levenslange gevangenisstraf is in België sinds de afschaffing van de doodstraf in 1996 de hoogste straf die door een rechtbank kan worden opgelegd. De onderstaande lijst is onvolledig. Volgens voormalig minister van justitie Onkelinx zaten er op 1 november 2005 242 tot levenslang veroordeelden in de gevangenis van België. In de Wet-Lejeune is de periode vastgelegd waarna door gedetineerden een aanvraag tot vervroegde invrijheidstelling kan worden gedaan.
Legenda
| Onherroepelijke veroordeling, veroordeelde zit gevangen | Veroordeelde is overleden in de gevangenis    | Veroordeelde is vervroegd vrijgekomen   |
| Strafzaak loopt nog                                     | In een inrichting geplaatst en daar overleden | Vrijgesproken na herziening strafproces |
| Bij verstek veroordeeld                                 |                                               | Onbekend                                |

| Jaar | Naam                              | Naam | Info |
| ---- | --------------------------------- | --- | --- |
| 1936 |                                   | Marie Alexandrine Becker | Moord op minstens elf mensen (onder wie haar man in 1932) door middel van vergiftiging met vingerhoedskruid. Haar terdoodveroordeling werd omgezet in levenslang. Ze overleed op 11 juni 1942 in de gevangenis van Vorst. |
| 1974 |                                   | Staf Van Eyken | Verkrachtte en wurgde begin jaren zeventig drie vrouwen. Zijn terdoodveroordeling werd automatisch omgezet in levenslang. Hij wil niet meer vrijkomen uit angst weer in hetzelfde gedrag te vervallen. |
| 1979 |                                   | Jan Caubergh | Pleegde in 1966 een roofoverval, waarbij een verpleegster zwaar werd verminkt (zij pleegde later zelfmoord), waarvoor hij 25 jaar dwangarbeid kreeg. In 1977 voorwaardelijk vrijgelaten. In 1979 vermoordde hij zijn buurmeisje Yvonne Smits, zijn vriendin Rina (24), hun vijf maanden oude kindje Nicky en een agent. Zijn terdoodveroordeling werd later omgezet in levenslang. In 2003 stak hij tijdens een begeleid verlof zijn begeleider neer, waarvoor hij nog eens 12 jaar cel kreeg. Overleed in 2013 in de gevangenis. |
| 1979 |                                   | Freddy Horion | Horion en Feneulle vermoordden in 1979 een gezin van vijf personen van de Gentse autohandelaar Roland Steyaert. Zijn oudste dochter werd eerst verkracht voor ze werd vermoord. Een maand eerder had Horion al winkelier Helena Lichatschevsky doodgeschoten. Zijn terdoodveroordeling werd later omgezet in levenslang. Hij wist in 1982 korte tijd te ontsnappen naar Nederland, alvorens hij weer werd opgepakt tijdens een inbraak. Feneulle overleed in 2013 in de gevangenis.                                               |
| 1979 | Roland Feneulle                   | | Horion en Feneulle vermoordden in 1979 een gezin van vijf personen van de Gentse autohandelaar Roland Steyaert. Zijn oudste dochter werd eerst verkracht voor ze werd vermoord. Een maand eerder had Horion al winkelier Helena Lichatschevsky doodgeschoten. Zijn terdoodveroordeling werd later omgezet in levenslang. Hij wist in 1982 korte tijd te ontsnappen naar Nederland, alvorens hij weer werd opgepakt tijdens een inbraak. Feneulle overleed in 2013 in de gevangenis.                                               |
| 1979 |                                   | Odon Renard | Voormalige beroepsmilitair. Probeerde in 1979 tijdens zijn verlof uit het psychiatrisch ziekenhuis geïnspireerd door een film met een geweer zo veel mogelijk mensen om te brengen. Hij vermoordde daarbij twee jonge vrouwen en verwondde ruim twintig anderen. Renard werd bijna gelyncht door de menigte. Hij kreeg voor deze moordpartij levenslange dwangarbeid, die later werd omgezet in opname in een psychiatrische instelling.                                                                                          |
| 1980 |                                   | Marcel Vantongelen | Vantongelen ontvoerde en vermoordde Baron Charles-Victor Bracht in 1978. Op 29 februari 1980 werd hij daarvoor ter dood veroordeeld. Die straf werd automatisch omgezet in levenslange dwangarbeid. Na 13 jaar werd Vantongelen vrijgelaten. |
| 1983 |                                   | Daniël Scholeer | Bijgenaamd 'het monster van Elverdinge'. De destijds 17-jarige Scholeer vermoordde in 1983 zijn ouders, tante, oom en grootmoeder en leefde vervolgens een tijdlang tussen de lichamen. Had een lijst waarop nog tachtig personen stonden die volgens hem omgebracht moesten worden. In 2008 wegens verslechterde geestelijke gezondheid geïnterneerd. |
| 1984 |                                   | Ernest Marchal | Wegens het vermoorden van een driejarig jongetje dat niet inging op zijn pedoseksuele avances. |
| 1984 |                                   | Michel Bellen | Alias 'de Wurger van Linkeroever'. Verkrachtte en vermoordde in 1964 en 1965 drie vrouwen. Na zijn vrijlating in 1982 vermoordde hij opnieuw een vrouw. Hij overleed in 2020 in een instelling. |
| 1988 |                                   | Pierre Carette | Leider Cellules Communistes Combattantes. Wegens het doden van twee brandweerlieden en verwonden van 28 anderen tijdens diverse aanslagen, die van tevoren werden aangekondigd. In 1985 met drie medestanders opgepakt en vervolgens in 1988 veroordeeld. In 2003 vervroegd voorwaardelijk vrijgelaten. |
| 1989 |                                   | Rita De Smet | Voor de opdracht tot moord op haar echtgenoot en zoontje van vijf. |
| 1996 |                                   | William Antoni | Vermoordden drie personen zonder enig motief. Messiant is ondertussen in de cel overleden. Deze 3 daders staan bekend als de zaak van 'De Augustusmoorden' |
| 1996 | Jimmy Pauwels                     | | Vermoordden drie personen zonder enig motief. Messiant is ondertussen in de cel overleden. Deze 3 daders staan bekend als de zaak van 'De Augustusmoorden' |
| 1996 | Michael Messiant                  | | Vermoordden drie personen zonder enig motief. Messiant is ondertussen in de cel overleden. Deze 3 daders staan bekend als de zaak van 'De Augustusmoorden' |
| 1996 |                                   | Bernard Camerman | Wurgde in 1993 zijn vrouw en drie dochters na een echtelijke ruzie. Kwam elf jaar na de feiten, in 2004, opnieuw vrij met strenge voorwaarden. In 2014 vervielen zijn voorwaarden en kwam hij volledig vrij. |
| 1999 |                                   | Remy Lecrenier | Wegens het verkrachten en vermoorden van zijn ex-vriendin en het vermoorden van haar twee zussen en hun moeder in 1997. Hij werd in juli 2016 vrijgelaten. |
| 1999 | Anne Decerf                       | Voor het vermoorden van een beschonken gehandicapte man die ze wilden beroven. | |
| 1999 | Alain Cherain                     | Voor het vermoorden van een beschonken gehandicapte man die ze wilden beroven. | |
| 1999 |                                   | Michel Wens | Voor het vermoorden van 1) 1991 - Maria Bogaert, in opdracht van haar toenmalige man 'Antoine De Caluwé' 2) 1993 - zijn schoonvader, Jean Meert, om zijn erfenis veilig te stellen, in samenwerking met zijn zoon 'Chris Wens' die op de uitkijk stond. 3) 1996 - Zijn collega 'Antoine De Caluwé' in opdracht van Antoine zijn vrouw 'Helena Crynen' en tevens de ex-vrouw van Michel Wens. Hij overleed in 2010 in de gevangenis.                                                                                               |
| 2001 |                                   | Luc De Winne en Maggy Strobbe | Voor de moorden op hun kinderen Melissa (3 maanden) en Joachim (7 jaar) in een hotel aan het station van Aalst in 1999. Strobbe werd in 2011 vrijgelaten. |
| 2002 |                                   | Andras Pándy | Wegens de moord op zes familieleden, die volgens zijn dochter werden opgelost met behulp van een ontstoppingsmiddel (Zaak-Pándy). Pándy heeft nooit bekend. Hij overleed in 2013 in zijn cel na een slopende ziekte. |
| 2002 |                                   | Alex Vercauteren | Voor het opdracht geven tot de moord op Karel Van Noppen in 1995. Kwam tien jaar na zijn veroordeling, in 2010, opnieuw vrij onder strenge voorwaarden. |
| 2002 |                                   | Marc Gevaert | Voor een tweevoudige roofmoord in 1999 op Roger Vanhaelemeersch (63) & Fernand Verstappen (53) |
| 2002 |                                   | Kurt Van Rompaey | Voor de moord op Werner Van Laer in 2000. Zit anno 2025 in de gevangenis van Hasselt en geeft aan niet meer te willen vrij komen. |
|      |                                   | Yves Neuser | Nazi-fan die een Guyanese Sandra Primo wurgde om haar vervolgens te verkrachten en te bestelen. De Koksijdenaar kreeg 30 jaar voor moord en 5 jaar voor verkrachting van het hof van assisen in Brugge. |
| 2003 |                                   | Jean-Claude Van Houtte | Wegens de moord op een jonge postvrouw van 19 jaar en een gepensioneerde man van 69. |
| 2003 |                                   | Ozan Selamet | Wegens de moord op zijn vijf kinderen en de nieuwe vriend van zijn ex om zo zijn vrouw te pijnigen. |
| 2003 |                                   | Jan Somers | Het drietal uit de Antwerpse Kempen stond terecht voor de Golfclubmoord uit 2001, waarvan de jonge vader en barman Gert Van Roy het slachtoffer werd. |
| 2003 | Igor Veys                         | | Het drietal uit de Antwerpse Kempen stond terecht voor de Golfclubmoord uit 2001, waarvan de jonge vader en barman Gert Van Roy het slachtoffer werd. |
| 2003 | Kevin Willemsen                   | | Het drietal uit de Antwerpse Kempen stond terecht voor de Golfclubmoord uit 2001, waarvan de jonge vader en barman Gert Van Roy het slachtoffer werd. |
| 2004 |                                   | Marc Dutroux | Wegens de ontvoering van zes meisjes, van wie vier het niet overleefden en wegens de moord op zijn handlanger Bernard Weinstein. Zie Zaak-Dutroux. |
| 2004 | Maura Van Lommel                  | Vermoordde uit jaloezie haar stiefdochter met een honkbalknuppel. | |
| 2004 | Paul Pieters                      | Pieters wordt op 4 oktober veroordeeld tot levenslange opsluiting voor de moord op zijn vrouw Nicole (38), zijn zoontje Glenn (6) en dochtertje Brenda (2). | |
| 2005 | Sven en Steven Vlassenbroeck      | De twee broers vermoordden in 2003 Bryan Vanden Bremt, Cynthia Ronse en Bjorn Wymeersch op gruwelijke wijze in café "Het Vraagteken" op de markt in Geraardsbergen. | |
| 2005 | Chris Wens                        | Voor de moord op zijn huurbaas 'Frank Decremer'. | |
| 2006 | Manuella Vossen en Mathy Franssen | Het Tongerse hof van assisen heeft in het proces over de frituurmoord Manuella Vossen en haar minnaar Mathy Franssen schuldig bevonden aan de moord op Jacky Roussard, de echtgenoot van Vossen. | |
| 2006 | Maurits Van Gele                  | Voor de moord in 2003 op zijn buurvrouw, Jeanette Raemdonck. In 1988 had hij al zijn moeder vermoord, maar hij werd na 5 jaar straf vrijgelaten. | |
| 2007 | Hans Van Themsche                 | Vermoordde de Malinese oppas Oulematou Niangadou en de tweejarige (blanke) kleuter Luna Drowart, nadat hij daarvoor al de Turkse vrouw Songül Koç had verwond. Van Themsche gaf aan het doelbewust op allochtonen te hebben voorzien. | |
| 2007 |                                   | Geneviève Lhermitte | Vermoordde haar vijf kinderen na ze verdoofd te hebben; ten tijde van de moorden was ze zwaar depressief. Ze werd in 2019 overgeplaatst naar een gesloten psychiatrische instelling, waar ze later "wegens ondraaglijk psychisch lijden" euthanasie aanvroeg. Deze werd toegestaan en uitgevoerd op 28 februari 2023, op de zestiende verjaardag van de feiten. |
| 2007 |                                   | Christelle Rouche | Voor de moord op haar vriend. |
| 2007 |                                   | Christian Fobe | Voor de moord op André Den Baes in 2007. Ook schuldig bevonden aan de moord op Jean Hyde in 2004. |
| 2007 |                                   | Jean Pierre Decommere | Voor de moord op Annie Cloedt in 1993 en de moord op Annie Devos in 2004. Hijzelf is in 2015 op 68-jarige leeftijd overleden in de gevangenis. |
| 2008 |                                   | Abdallah Ait-Oud | Wegens de ontvoering en moord op Nathalie Mahy en Stacy Lemmens. |
| 2008 | Marie-Ange Géris                  | Voor de moord op Cindy Claude. Samen met twee anderen kreeg ze de bijnaam "Duivelse Lesbiennes". | |
| 2008 | Micheline Hendriks                | Voor de moord op haar vriend. | |
| 2009 |                                   | Lei Beaumont | Voor de moord op zijn ex-echtgenote werd hij bij verstek veroordeeld. Was tot in 2019 voortvluchtig maar kon in Spanje worden opgepakt, tijdens het herdoen van zijn assisenproces pleegde hij zelfmoord in zijn cel. |
| 2009 |                                   | Erwin Lodders | Voor de verkrachting met foltering en moord op de 18-jarige Gabby Hessels. In 2023 is hij vrijgelaten. |
| 2010 |                                   | Junior Pashi Kanunda | Voor de moord op pianist Benjamin Rawitz-Castel, de moord op zijn dochtertje en de moord op de oma van zijn vriendin |
| 2011 |                                   | Manuel van Veen | Nederlander Van Veen vermoordde samen met zijn ex-vriendin een vastgoedmakelaar. |
| 2011 | Cindy Van Waeyenberg              | Voor de vergiftiging van haar 5-jarige zoontje. De stiefvader van het zoontje kreeg 30 jaar cel voor medeplichtigheid. | |
| 2011 | Ronald Janssen                    | Zaak-Janssen: Ontvoering, verkrachting en moord op studente Annick Van Uytsel in 2007, ontvoering en moord op het echtpaar Shana Appeltans (tevens poging tot verkrachting) en Kevin Paulus. Daarnaast werd hij in 2013 veroordeeld voor tien andere aanrandingen en verkrachtingen in studentenhuizen, op muziekfestivals en op een recreatieterrein. Janssens eerste slachtoffer van verkrachting was studente Angelika Elskamp in 2001. Janssen beweert overigens nog iemand te hebben vermoord.                                                                     | |
| 2011 | Jean-Claude LaCote                | Voor de moord op de Britse zakenman Marcus Mitchell in 1996. Waren tot in 2019 voortvluchtig maar konden worden opgepakt in Ivoorkust en werden uitgeleverd aan België. Het assisenproces moest hierdoor opnieuw plaatsvinden. | |
| 2011 | Hilde Van Acker                   | Voor de moord op de Britse zakenman Marcus Mitchell in 1996. Waren tot in 2019 voortvluchtig maar konden worden opgepakt in Ivoorkust en werden uitgeleverd aan België. Het assisenproces moest hierdoor opnieuw plaatsvinden. | |
| 2011 | Laurent Crispyn                   | De toen 36-jarige Crispyn snijdt op 25 augustus 2007 de keel over van zijn ex, de 36-jarige Jonatha Vanderhauwaert. Hij steekt daarna haar woning in brand, waardoor de 2-jarige tweeling Yentl en Yasmine stikken. Hij krijgt levenslang voor roofmoord en brandstichting. | |
| 2012 | Myriam Werbrouck                  | Voor de foltering en moord op haar eigen moeder. | |
| 2012 | Tony Gijsen                       | Voor de moord op zijn oma, de 75-jarige Barbara Roussard. | |
| 2013 | Kim De Gelder                     | De steekpartij in Sint-Gillis-bij-Dendermonde, waarbij drie doden en twaalf gewonden vielen. Vermoordde een week voor de steekpartij een oudere dame in haar eigen woning. In 2017 werd beslist om hem naar een Interne Bescherming voor de Maatschappij te Merksplas te sturen. Indertijd werd niet vermeld waar hij werd geplaatst; hoogstwaarschijnlijk voor beschermingsveiligheid. In 2020 werd beslist hem over te plaatsen naar het Forensisch Psychiatrisch Centrum te Antwerpen. Dit kwam nadat hijzelf inzag dat hij hulp nodig had en deze wilde aanvaarden. | |
| 2013 | Sophie Dery                       | Dery voor de opdracht van de moord op haar ex-echtgenoot en Boutuil voor de moord. | |
| 2013 | Fayçal Boutuil                    | Dery voor de opdracht van de moord op haar ex-echtgenoot en Boutuil voor de moord. | |
| 2014 |                                   | Vinciane Heylen | Voor de moord op haar ex-vriend samen met haar toenmalige vriend. |
| 2014 |                                   | Miguël Ravet | Voor de roofmoord op de 84-jarige Marie-Henriëtte Brasseur in 2012. |
| 2014 |                                   | Mutlu Kizilaslan | Wegens de homofobe moord op Ihsane Jarfi. Werden tevens veroordeeld voor onmenselijke behandeling, vernedering en willekeurige opsluiting. |
| 2014 | Jérémy Wintgens                   | | Wegens de homofobe moord op Ihsane Jarfi. Werden tevens veroordeeld voor onmenselijke behandeling, vernedering en willekeurige opsluiting. |
| 2014 | Eric Parmentier                   | | Wegens de homofobe moord op Ihsane Jarfi. Werden tevens veroordeeld voor onmenselijke behandeling, vernedering en willekeurige opsluiting. |
| 2015 |                                   | Murat Baran | Wegens moord op Agron Berisha en Elis Mustafa en voor de moordpogingen op vier anderen in 2011. Alle slachtoffers waren gasten van het café van Baran. |
| 2015 |                                   | Luc van Eynde | Voor de moord op zijn 46-jarige echtgenote Carine Vangeel. Van Eynde wurgde haar met een koord en hing haar vervolgens op om een zelfmoord te ensceneren. |
| 2015 |                                   | Thomas Couvreur | Voor de moord op de 42-jarige Caroline Vyncke in 2011. Vyncke werd in Moorsele met messteken om het leven gebracht en vervolgens in stukken gesneden. |
| 2015 |                                   | Joeri Baveghems | Voor de moord op de 49-jarige Eddy Brouns. Baveghems sloeg Brouns met een pan op het hoofd en wurgde hem vervolgens met een internetkabel. |
| 2015 | Didier Durin                      | Voor roofmoord, foltering en verkrachting van de 78-jarige Albina Van Vijnckt, in 2008 in Laken. | |
| 2015 | Kris Groffen                      | Moord op Vanessa Luyks in Herenthout. Hij wurgde haar en behandelde haar met seksueel geweld om nadien haar lichaam in zijn kelder te leggen. | |
| 2016 | Ronald Van Crombruggen            | Voor de verkrachting en moord op Martine Van der Elst. | |
| 2017 |                                   | Abdullah Essah | Essah (23) kreeg in 2017 levenslang voor de moord op Erik Janssen in Dilsem-Stokkem. Het slachtoffer had een verstandelijke beperking en is door verschillende messteken om het leven gebracht. |
| 2017 |                                   | Edward Brands | Brands (47) had de 44-jarige Mostapha op 26 oktober 2014 in een kraakpand in Runkst bij Hasselt het hoofd ingeslagen met een zadelpen. |
| 2018 |                                   | Renaud Hardy | Voor de moord en verkrachting van twee vrouwen en de poging tot moord op twee andere. |
| 2019 |                                   | Mehdi Nemmouche | Voor de viervoudige terroristische moord op Emmanuel Riva, Miriam Riva, Alexandre Strens en Dominique Sabrier bij de aanslag op het Joods Museum van België op 24 mei 2014. |
| 2019 | Shane Ronge                       | Voor de moord op Hilmi Gedik op 29 november 2012. De zaak kreeg de bijnaam "Kappersmoord". | |
| 2019 | Alexandre Hart & Belinda Donnay   | Samen met nog drie anderen voor de moord op Valentin Vermeesch in de nacht van 26 op 27 maart 2017. | |
| 2019 | Jonny Van den Broeck              | Voor de moord op Shashia Moreau. De dader en het slachtoffer hadden elkaar ontmoet op internet en afgesproken om Pokémonfiguurtjes uit te wisselen. Daardoor stond het proces ook wel gekend als de "Pokémonmoord". | |
| 2021 |                                   | Tony Baldassarre | Tony Baldassarre werd op 28 mei 2021 veroordeeld tot levenslang voor de moord op Luc Vuylsteke op 1 september 2017 op het kruispunt Lundenstraat - Turnhoutsebaan te Deurne. Hij was het naar eigen zeggen beu dat hij door het slachtoffer niet correct werd uitbetaald. Vuylsteke had Baldassarre gevraagd om in zijn bestelwagen plaats te nemen, waar Baldassarre hem tweemaal in het hoofd schoot. |
| 2021 | Steve Bakelmans                   | Voor verkrachting en moord op Julie Van Espen | |
| 2021 | Ashley Van De Velde & Marc Laudet | Het koppel werd op 4 mei 2021 veroordeeld tot levenslang voor de roofmoord op Christine Lenaerts. | |
| 2022 |                                   | Alexander Dean | De bodybuilder bracht op 25 juli 2017 zijn voormalige vriendin Maïlys Descamps (18) en haar grootouders Gery Cappon (68) en Marie-José Vanleene (64) om het leven in Moere. De nacht voordien had hij ook al fotograaf Jeroen Verstraete (39) gemarteld en doodgestoken in Sint-Amandsberg. |
| 2023 |                                   | Stephaan Du Lion | De seriemoordenaar die verantwoordelijk is voor 4 moorden in de jaren ‘90. |
| 2025 | Edson Tabila                      | Voor de verkrachting van en moord op de 70-jarige Christine Verbeiren uit Bonheiden. | |
| 2025 | Neil Marrit                       | Voor de moorden op zijn zoon Luke en zijn ex Martine. | |
| 2025 | Beby Ngongi & Vincent Léglise     | Ngongi als uitvoerder van de huurmoord op de 17-jarige Coline Ghinnet en haar moeder Magalie Wagner te Kraainem in 2022, Léglise als opdrachtgever. | |